# Davy Klaassen
Davy Klaassen (Hilversum, 21 februari 1993) is een Nederlands profvoetballer die doorgaans als middenvelder speelt. Hij tekende in september 2024 een contract bij Ajax, dat hem transfervrij overnam van Internazionale. Hij debuteerde in 2014 in het Nederlands elftal.

## Clubcarrière

### Ajax

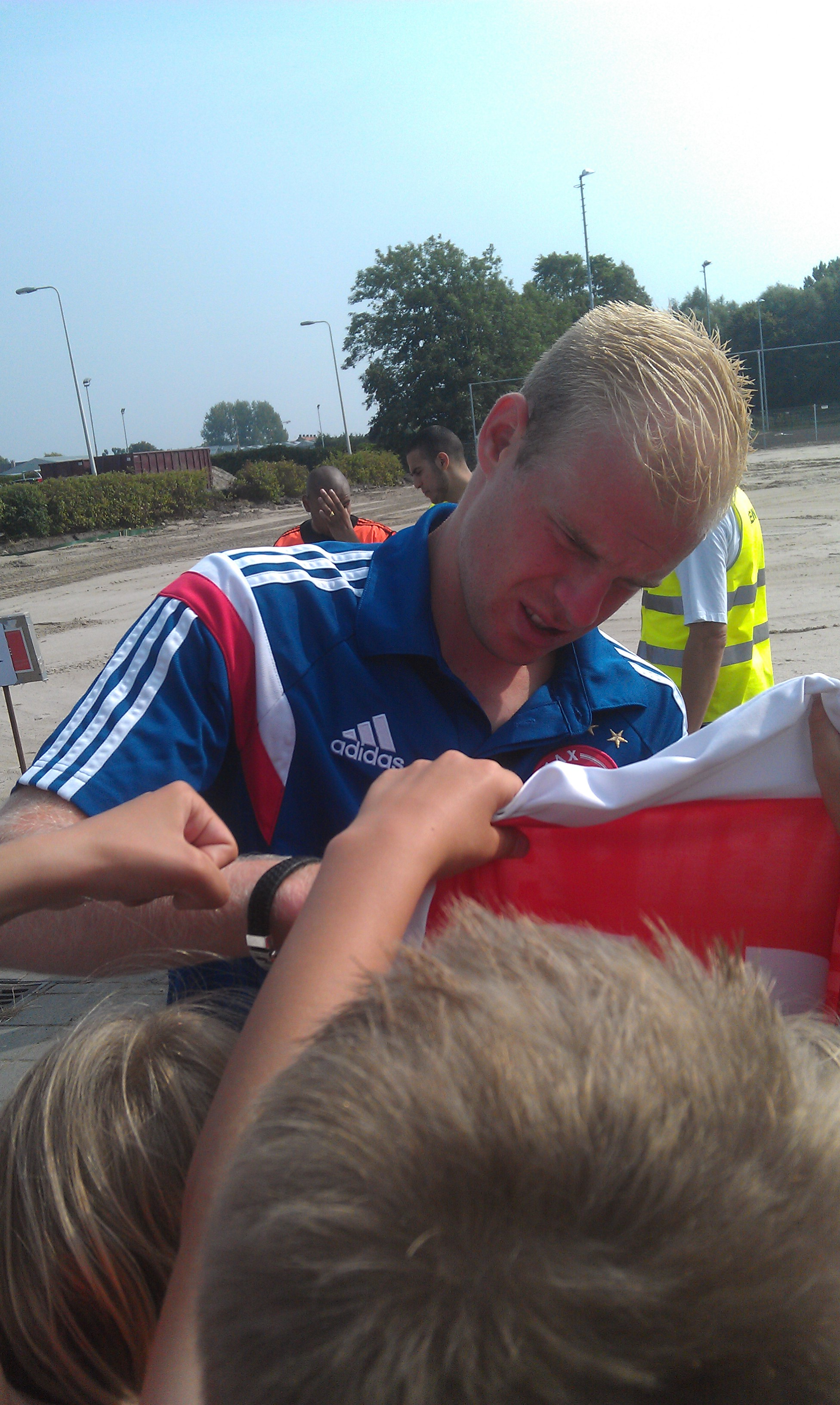
Klaassen deelt een handtekening uit.

Klaassen begon in 1999 bij HVV de Zebra's en speelde vanaf 2003 bij HSV Wasmeer. Een jaar later kwam hij in de jeugdopleiding van AFC Ajax. Op 22 november 2011 debuteerde hij als invaller voor Lorenzo Ebecilio in het uitduel in de UEFA Champions League tegen Olympique Lyonnais. Op 27 november 2011 debuteerde hij in de Eredivisie in de hoofdmacht van Ajax in de uitwedstrijd tegen N.E.C.. Hij scoorde zijn eerste eredivisiedoelpunt na ongeveer 42 seconden in het veld te hebben gestaan. Daarmee is hij de debutant die het snelst een doelpunt heeft gescoord na het veld in te zijn gekomen bij Ajax. Mede door deze wedstrijden en zijn grote talent verlengde Klaassen op 2 december 2011 zijn contract tot medio 2016. Nog geen maand later na zijn debuut in het eerste van Ajax, debuteerde hij op 11 december 2011 in de basisopstelling bij Ajax. Dit kwam mede doordat Theo Janssen een griepje had. Klaassen speelde tevens de hele wedstrijd die winnend werd afgesloten met 0-1 tegen RKC Waalwijk.
Klaassen scoorde op 7 december 2013 in de Eredivisie thuiswedstrijd tegen NAC Breda (4-0 winst) zijn eerste hattrick in zijn carrière, Klaassen nam de eerste drie doelpunten voor zijn rekening. Klaassen scoorde op 27 februari 2014 zijn eerste Europese doelpunt voor Ajax in de UEFA Europa League uitwedstrijd bij Red Bull Salzburg scoorde Klaassen in de 82e minuut de enige treffer voor Ajax in de met 3-1 verloren wedstrijd. Op 3 april 2014 maakte Ajax bekend dat het met Davy Klaassen een overeenstemming had bereikt over de verlenging van zijn contract, dat liep tot en met 30 juni 2016. Hij tekende een nieuw en verbeterd contract wat liep tot en met 30 juni 2018. In het jaar waarin Ajax haar vierde titel op rij pakte had Klaassen een belangrijk aandeel. Hij werd, samen met Kolbeinn Sigþórsson, clubtopscorer van het seizoen 2013/14 (10 goals). Na afloop van de laatste competitiewedstrijd van Ajax op 3 mei 2014 thuis tegen N.E.C. werd Klaassen uitgeroepen tot talent van het jaar. Klaassen mocht tevens de Johan Cruijff Prijs voor grootste talent van de Eredivisie (2013/14) in ontvangst nemen. De jury bestaande uit Johan Cruijff, Frank de Boer, Wim Jonk, Jan Wouters, Ron Jans, Ronald Koeman, Youri Mulder, Phillip Cocu, Willy Dullens en Erwin Koeman verkozen Klaassen boven Memphis Depay.
Tijdens de voorbereiding op het seizoen 2015/16 werd Klaassen aangewezen als nieuwe aanvoerder. Het seizoen daarvoor droeg Klaassen al enkele malen de aanvoerdersband bij afwezigheid van Niklas Moisander en Nicolai Boilesen. In de Europa League thuiswedstrijd tegen Celtic (2-2) in de groepsfase op 17 september 2015 speelde Klaassen zijn 100ste officiële wedstrijd in dienst van Ajax. Hiermee werd hij de 157ste Ajacied die deze mijlpaal wist te bereiken. Op de slotdag van het seizoen 2015/16 greep Klaassen met Ajax naast de titel. Door een 1-1 gelijkspel bij De Graafschap had PSV na 34 speelrondes twee punten meer dan Ajax. Klaassen won echter wel de Gouden Schoen voor beste voetballer van het seizoen in de Eredivisie.

### Everton
Klaassen tekende op 15 juni 2017 een contract voor vijf jaar bij Everton, de nummer zeven van de Premier League in het voorgaande seizoen. Hier was op dat moment Ronald Koeman trainer. Met de transfer was een bedrag van 27 miljoen euro gemoeid. Klaassen mocht in augustus en september meedoen in vier competitiewedstrijden, vijf speelronden in de Europa League en één duel in het toernooi om de League Cup. Nadat Koeman in oktober 2017 werd ontslagen en Sam Allardyce hem opvolgde, liep Klaassens speeltijd nog verder terug. Op 10 maart 2018 kreeg hij weer speeltijd. Klaassen mocht in de 84ste minuut van de door zijn ploeg gewonnen wedstrijd tegen Brighton & Hove Albion (2-0) invallen. Hij stond voor het eerst sinds 23 september weer voor zijn ploeg op het veld in een competitiewedstrijd.

### Werder Bremen

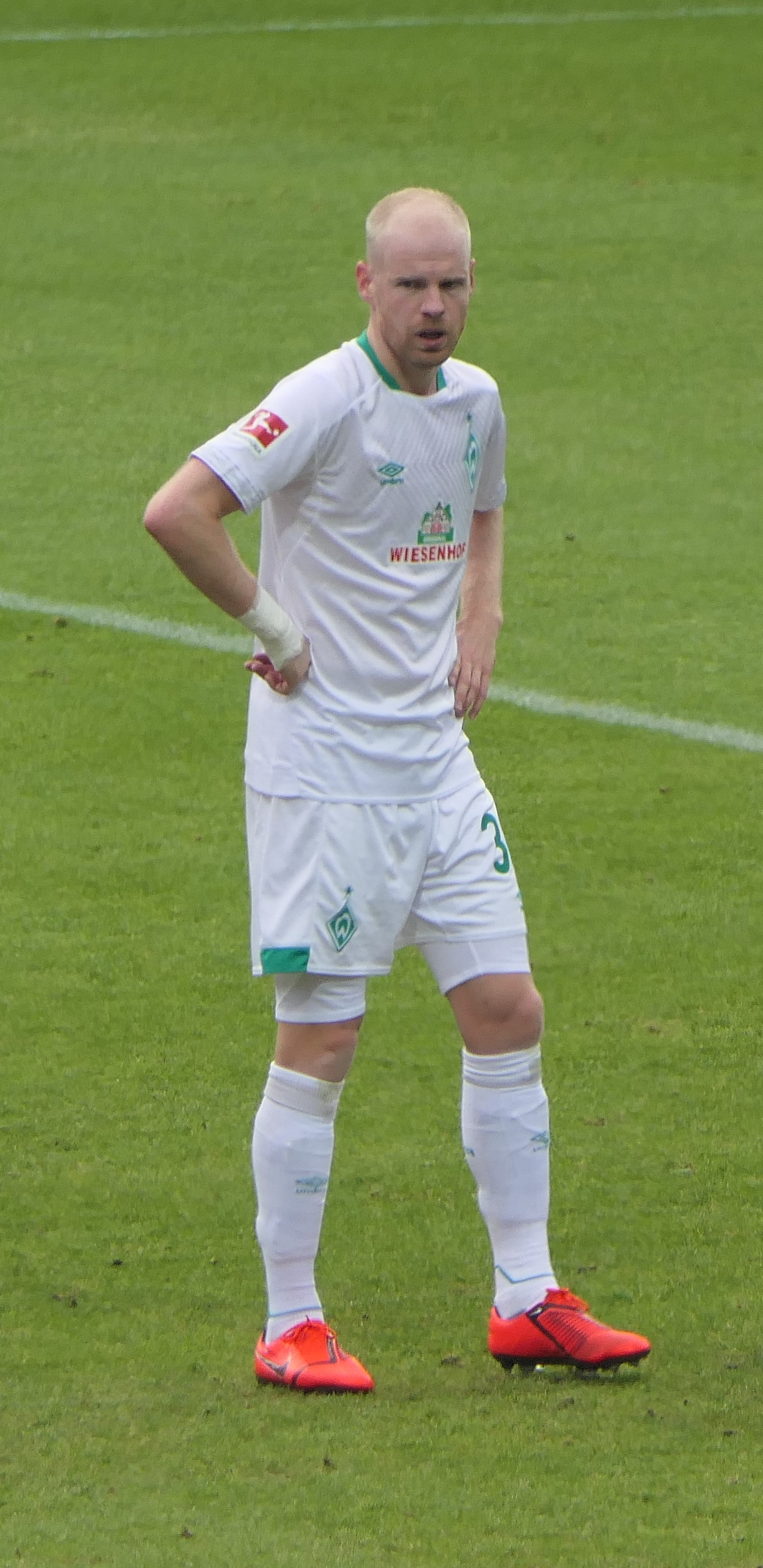
Klaassen als speler van Werder Bremen

Op 27 juli 2018 tekende Klaassen een vierjarig contract bij Werder Bremen, dat naar verluidt 15 miljoen euro betaalde aan Everton. Direct een dag later scoorde Klaassen het enige en winnende doelpunt in een vriendschappelijke wedstrijd tegen Arminia Bielefeld.

### Terugkeer bij Ajax
Op 5 oktober 2020 tekende Klaassen een vierjarig contract bij Ajax. Met de transfer was ongeveer 11 miljoen euro gemoeid, wat door eventuele bonussen kon oplopen tot 14 miljoen euro. Bij zijn eerste wedstrijd voor Ajax, thuis tegen Heerenveen, scoorde hij in de 72e minuut uit een penalty.
Waar Klaassen bij zijn eerdere vertrek bij Ajax werd opgevolgd door Donny van de Beek, is Klaassen nu een van de opvolgers van de bij Ajax vertrokken Van de Beek. Waar hij in zijn eerdere periode bij Ajax doorgaans als aanvallende middenvelder fungeerde, speelde hij in de eerste helft van het seizoen meestal als controlerende middenvelder, met naast zich Ryan Gravenberch als tweede controlerende middenvelder. Later in het seizoen functioneerde hij meestal weer als aanvallende middenvelder.
Klaassen ging in seizoen 2021/22 van start als aanvallende middenvelder (positie 10), maar kreeg op deze positie een nieuwe concurrent, Steven Berghuis. Doordat trainer Erik ten Hag veelal de voorkeur gaf aan Berghuis, moest Klaassen vaak genoegen nemen met een positie als reserve. Met Ajax won hij alle zes wedstrijden in de poulefase van de UEFA Champions League. Aan het einde van het seizoen heroverde hij zijn basisplaats en werd hij voor de vijfde maal landskampioen met Ajax.
In het begin van seizoen 2022/23 zette nieuwe trainer Alfred Schreuder Klaassen meestal niet in de basisopstelling, maar later in het seizoen meestal wel. Zijn bijnaam was Mister 1-0. Op 1 oktober maakte hij voor de 24ste keer in zijn loopbaan het openingsdoelpunt in een wedstrijd van Ajax. Op 12 november speelde hij tegen FC Emmen zijn tweehonderdste eredivisie-duel. Op 5 april 2023 werd Klaassen tijdens een bekerwedstrijd tussen Feyenoord en Ajax in de Kuip geraakt door een aansteker die door een supporter was gegooid. Daarbij liep hij een bloedende hoofdwond op. De supporter is opgepakt door de politie. Als gevolg hiervan voerde de KNVB nieuwe maatregelen in om verdere supportersgeweld te voorkomen.

### Internazionale
Voorafgaande aan seizoen 2023/24 werd Klaassen door Ajax verkocht aan Internazionale. Bij deze club kreeg hij beperkt speeltijd, meestal als invaller. Met Internazionale won hij de twintigste landstitel van Italië.

### Tweede terugkeer bij Ajax
Aan het begin van seizoen 2024/25 keerde hij opnieuw terug naar Ajax, voor zijn derde periode bij deze club. In de uitwedstrijd tegen Go Ahead Eagles maakte hij een doelpunt met zijn eerste schot op doel sinds zijn terugkeer. Bij zijn debuut in 2011 scoorde hij na 42 seconden met zijn eerste schot op doel. En bij de eerste wedstrijd na zijn terugkeer in 2020 had Klaassen ook gescoord met zijn eerste schot op doel. Meteen toonde Klaassen zich belangrijk voor Ajax door in zes duels vier doelpunten te maken. Hij kreeg vrij veel speeltijd, maar moest op de positie van aanvallende middenvelder ook vaak plaatsmaken voor Kian Fitz-Jim. Ook speelde hij bij afwezigheid van Jordan Henderson soms als controlerende middenvelder. Op 16 februari maakte hij zijn honderdste doelpunt voor Ajax.
Aan het begin van seizoen 2025/26 nam Klaassen de aanvoerdersband over van de bij Ajax vertrokken Jordan Henderson.

## Privé
Klaassen is getrouwd en vader van een dochter.

## Clubstatistieken
Beloften
| Seizoen | Club      |                    | Competitie     | Competitie | Competitie |
| Seizoen | Club      | Wed.               | Competitie     | Dlp.       |            |
| ------- | --------- | ------------------ | -------------- | ---------- | ---------- |
| 2013/14 | Jong Ajax | Vlag van Nederland | Eerste divisie | 6          | 1          |
| Totaal  | Totaal    | Totaal             | Totaal         | 6          | 1          |

Senioren
| Seizoen         | Club            | Competitie      | Competitie | Competitie | Beker | Beker | Internationaal | Internationaal | Overig | Overig | Totaal | Totaal |
| Seizoen         | Club            | Competitie      | Wed.       | Dlp.       | Wed.  | Dlp.  | Wed.           | Dlp.           | Wed.   | Dlp.   | Wed.   | Dlp.   |
| --------------- | --------------- | --------------- | ---------- | ---------- | ----- | ----- | -------------- | -------------- | ------ | ------ | ------ | ------ |
| 2011/12         | Ajax            | Eredivisie      | 4          | 1          | 0     | 0     | 3              | 0              | 0      | 0      | 7      | 1      |
| 2012/13         | Ajax            | Eredivisie      | 2          | 0          | 0     | 0     | 0              | 0              | 1      | 0      | 3      | 0      |
| 2013/14         | Ajax            | Eredivisie      | 26         | 10         | 5     | 0     | 5              | 1              | 0      | 0      | 36     | 11     |
| 2014/15         | Ajax            | Eredivisie      | 30         | 6          | 3     | 0     | 10             | 2              | 1      | 0      | 44     | 8      |
| 2015/16         | Ajax            | Eredivisie      | 31         | 13         | 0     | 0     | 10             | 2              | 0      | 0      | 41     | 15     |
| 2016/17         | Ajax            | Eredivisie      | 33         | 14         | 0     | 0     | 17             | 6              | 0      | 0      | 50     | 20     |
| 2017/18         | Everton         | Premier League  | 7          | 0          | 1     | 0     | 8              | 0              | 0      | 0      | 16     | 0      |
| 2018/19         | Werder Bremen   | Bundesliga      | 33         | 5          | 5     | 2     | 0              | 0              | 0      | 0      | 38     | 7      |
| 2019/20         | Werder Bremen   | Bundesliga      | 30         | 6          | 4     | 2     | 0              | 0              | 0      | 0      | 34     | 8      |
| 2020/21         | Werder Bremen   | Bundesliga      | 3          | 0          | 1     | 0     | 0              | 0              | 0      | 0      | 4      | 0      |
| 2020/21         | Ajax            | Eredivisie      | 29         | 12         | 5     | 1     | 12             | 3              | 0      | 0      | 46     | 16     |
| 2021/22         | Ajax            | Eredivisie      | 31         | 9          | 5     | 1     | 7              | 1              | 1      | 0      | 44     | 11     |
| 2022/23         | Ajax            | Eredivisie      | 33         | 8          | 5     | 1     | 7              | 1              | 1      | 0      | 46     | 10     |
| 2023/24         | Ajax            | Eredivisie      | 2          | 1          | 0     | 0     | 2              | 0              | 0      | 0      | 4      | 1      |
| 2023/24         | Internazionale  | Serie A         | 13         | 0          | 1     | 0     | 4              | 0              | 0      | 0      | 18     | 0      |
| 2024/25         | Ajax            | Eredivisie      | 14         | 6          | 0     | 0     | 0              | 0              | 0      | 0      | 14     | 7      |
| Carrière totaal | Carrière totaal | Carrière totaal | 321        | 91         | 35    | 7     | 85             | 16             | 4      | 0      | 445    | 114    |

Bijgewerkt t/m 19 december 2024.

## Interlandcarrière

### Jeugdelftallen
Door blessures van Ruben Ligeon, Yassin Ayoub en Jürgen Locadia bij Jong Oranje werd Davy Klaassen op 7 oktober 2013 voor het eerst opgeroepen voor Jong Oranje als vervanger samen met Thomas Bruns en Timo Letschert voor de EK-kwalificatiewedstrijd wedstrijd tegen Jong Georgië en de oefeninterland tegen Jong Oostenrijk, op 10 en 14 oktober. Op 10 oktober 2013 maakte Klaassen vervolgens zijn debuut voor Jong Oranje. In de uitwedstrijd bij Jong Georgië, die met 6-0 werd gewonnen, verving Klaassen in de 81e minuut Luc Castaignos.
| Jeugdinterlands van Davy Klaassen | Jeugdinterlands van Davy Klaassen | Jeugdinterlands van Davy Klaassen | Jeugdinterlands van Davy Klaassen | Jeugdinterlands van Davy Klaassen | Jeugdinterlands van Davy Klaassen |
| Team (№ interlands)               | Datum                             | Wedstrijd                         | Uitslag                           | Soort Wedstrijd                   | Doelpunten                        |
| Als speler bij Ajax               | Als speler bij Ajax               | Als speler bij Ajax               | Als speler bij Ajax               | Als speler bij Ajax               | Als speler bij Ajax               |
| --------------------------------- | --------------------------------- | --------------------------------- | --------------------------------- | --------------------------------- | --------------------------------- |
| Onder 16 (1.)                     | 28 oktober 2008                   | Italië – Nederland                | 0 – 3                             | 10e Tournoi Val de Marne '08      | 31'                               |
| Onder 16 (2.)                     | 30 oktober 2008                   | Frankrijk – Nederland             | 0 – 1                             | 10e Tournoi Val de Marne '08      | 67'                               |
| Onder 16 (3.)                     | 1 november 2008                   | Nederland – Uruguay               | 5 – 3                             | 10e Tournoi Val de Marne '08      |                                   |
| Onder 16 (4.)                     | 10 februari 2009                  | Nederland – Oekraïne              | 3 – 1                             | Vriendschappelijk                 | 30'                               |
| Onder 16 (5.)                     | 22 april 2009                     | Ierland – Nederland               | 0 – 2                             | Vriendschappelijk                 | 52'                               |
| Onder 17 (1.)                     | 22 september 2009                 | Frankrijk – Nederland             | 1 – 0                             | Vriendschappelijk                 |                                   |
| Onder 17 (2.)                     | 24 september 2009                 | Frankrijk – Nederland             | 1 – 2                             | Vriendschappelijk                 |                                   |
| Onder 17 (3.)                     | 22 oktober 2009                   | Nederland – Andorra               | 4 – 0                             | Kwalificatie EK 2010              |                                   |
| Onder 17 (4.)                     | 24 oktober 2009                   | Nederland – Malta                 | 1 – 2                             | Kwalificatie EK 2010              |                                   |
| Onder 17 (5.)                     | 27 oktober 2009                   | Ierland – Nederland               | 0 – 1                             | Kwalificatie EK 2010              |                                   |
| Onder 17 (6.)                     | 4 februari 2010                   | Noorwegen – Nederland             | 0 – 2                             | La Manga '10                      |                                   |
| Onder 17 (7.)                     | 8 februari 2010                   | Denemarken – Nederland            | 2 – 1                             | La Manga '10                      |                                   |
| Onder 17 (8.)                     | 3 maart 2010                      | Nederland – Griekenland           | 2 – 0                             | Vriendschappelijk                 | 28'                               |
| Onder 17 (9.)                     | 25 maart 2010                     | Nederland – Oekraïne              | 2 – 0                             | Kwalificatie EK 2010              |                                   |
| Onder 17 (10.)                    | 27 maart 2010                     | Georgië – Nederland               | 1 – 2                             | Kwalificatie EK 2010              |                                   |
| Onder 17 (11.)                    | 30 maart 2010                     | Nederland – Tsjechië              | 0 – 1                             | Kwalificatie EK 2010              |                                   |
| Onder 19 (1.)                     | 2 september 2010                  | Nederland – Duitsland             | 2 – 2                             | Vriendschappelijk                 |                                   |
| Onder 19 (2.)                     | 7 september 2010                  | Griekenland – Nederland           | 3 – 1                             | Vriendschappelijk                 |                                   |
| Onder 19 (3.)                     | 9 oktober 2010                    | Nederland – Malta                 | 3 - 0                             | Kwalificatie EK 2011              |                                   |
| Onder 19 (4.)                     | 1 september 2011                  | Nederland – Engeland              | 0 – 0                             | Vriendschappelijk                 |                                   |
| Onder 19 (5.)                     | 4 september 2011                  | Duitsland – Nederland             | 2 – 2                             | Vriendschappelijk                 |                                   |
| Onder 19 (6.)                     | 6 oktober 2011                    | Nederland – België                | 3 – 0                             | Vriendschappelijk                 |                                   |
| Onder 19 (7.)                     | 10 november 2011                  | Nederland – Moldavië              | 3 – 0                             | Kwalificatie EK 2011              | 62', 90+2'                        |
| Onder 19 (8.)                     | 12 november 2011                  | Nederland – Finland               | 2 – 0                             | Kwalificatie EK 2011              |                                   |
| Onder 19 (9.)                     | 15 november 2011                  | Kroatië – Nederland               | 0 – 0                             | Kwalificatie EK 2011              |                                   |
| Onder 21 (1.)                     | 10 oktober 2013                   | Georgië – Nederland               | 0 – 6                             | Kwalificatie EK 2015              |                                   |
| Onder 21 (2.)                     | 14 oktober 2013                   | Nederland – Oostenrijk            | 0 – 3                             | Vriendschappelijk                 |                                   |
| Onder 21 (3.)                     | 14 november 2013                  | Slowakije – Nederland             | 2 – 2                             | Kwalificatie EK 2015              |                                   |
| Onder 21 (4.)                     | 18 november 2013                  | Frankrijk – Nederland             | 1 – 1                             | Vriendschappelijk                 |                                   |

### Nederland
Op 19 februari 2014 ontving Klaassen een uitnodiging van bondscoach Louis van Gaal voor de voorselectie voor de vriendschappelijke wedstrijd tegen Frankrijk op 5 maart 2014. Dit was voor Klaassen de eerste keer dat hij deel uitmaakte van een (voor-)selectie van het Nederlands elftal. De bondscoach maakte op 28 februari 2014 bekend dat Klaassen ook tot de definitieve selectie behoorde. Klaassen mocht op 5 maart 2014 in de vriendschappelijke wedstrijd tegen Frankrijk, die met 2-0 werd verloren, zijn debuut maken voor het Nederlands elftal. Klaassen verving in de 72e minuut Wesley Sneijder. Op 5 mei 2014 werd Klaassen door Van Gaal opgeroepen voor een trainingsstage in Hoenderloo van het Nederlands voetbalelftal, ter voorbereiding op het wereldkampioenschap. Klaassen werd echter door van Gaal niet opgenomen in de 30-koppige WK voorselectie.
In zijn tweede interland op 31 maart 2015 tegen Spanje mocht Klaassen voor de eerste keer in de basis starten. Na een kwartier spelen scoorde Klaassen de 2-0, wat zijn eerste interlandgoal was. De 2-0 was tevens de eindstand.
Hij kwam in actie tijdens twee van de in 2014 en 2015 gespeelde kwalificatiewedstrijden voor het EK 2016. Nederland kwalificeerde zich niet voor dit EK.
Klaassen kreeg veel speeltijd tijdens de in 2016 en 2017 gespeelde kwalificatiewedstrijden voor het WK 2018. Nederland kwalificeerde zich niet voor dit WK.
Na zijn transfer van Ajax naar Everton in de zomer van 2017 raakte hij buiten beeld voor het Nederlands elftal. In november 2020 keerde hij weer terug in de definitieve selectie van bondscoach Frank de Boer. Op 15 november 2020 stond hij voor het eerst sinds 4 juni 2017 weer in de basis. In mei 2021 werd bekend dat hij deel mocht nemen aan het EK 2021. Voor Klaassen betekende dit zijn eerste deelname aan een eindtoernooi. Tijdens dit toernooi kreeg hij geen speeltijd.
Na het EK 2021 werd de WK-kwalificatie vervolgd onder de nieuwe bondscoach Louis van Gaal. Deze zette Klaassen de eerste wedstrijden steeds in de basis. In deze wedstrijden scoorde Klaassen belangrijke doelpunten. Hij werd geselecteerd voor deelname aan het WK 2022. In de eerste groepswedstrijd van dit WK viel hij in de 79e minuut in en scoorde hij in blessuretijd de 0-2 tegen Senegal. Tijdens de tweede, derde en vierde wedstrijd kreeg hij een basisplaats op de nummer 10-positie.
| Interlands van Davy Klaassen voor Nederland | Interlands van Davy Klaassen voor Nederland | Interlands van Davy Klaassen voor Nederland | Interlands van Davy Klaassen voor Nederland | Interlands van Davy Klaassen voor Nederland | Interlands van Davy Klaassen voor Nederland |
| №                                           | Datum                                       | Wedstrijd                                   | Uitslag                                     | Soort wedstrijd                             | Doelpunten                                  |
| Als speler bij Ajax                         | Als speler bij Ajax                         | Als speler bij Ajax                         | Als speler bij Ajax                         | Als speler bij Ajax                         | 4                                           |
| ------------------------------------------- | ------------------------------------------- | ------------------------------------------- | ------------------------------------------- | ------------------------------------------- | ------------------------------------------- |
| 1.                                          | 5 maart 2014                                | Frankrijk – Nederland                       | 2 – 0                                       | Vriendschappelijk                           |                                             |
| 2.                                          | 31 maart 2015                               | Nederland – Spanje                          | 2 – 0                                       | Vriendschappelijk                           | 16'                                         |
| 3.                                          | 3 september 2015                            | Nederland – IJsland                         | 0 – 1                                       | Kwalificatie EK 2016                        |                                             |
| 4.                                          | 6 september 2015                            | Turkije – Nederland                         | 3 – 0                                       | Kwalificatie EK 2016                        |                                             |
| 5.                                          | 25 maart 2016                               | Nederland – Frankrijk                       | 2 – 3                                       | Vriendschappelijk                           |                                             |
| 6.                                          | 2 september 2016                            | Nederland – Griekenland                     | 1 – 2                                       | Vriendschappelijk                           |                                             |
| 7.                                          | 6 september 2016                            | Zweden – Nederland                          | 1 – 1                                       | Kwalificatie WK 2018                        |                                             |
| 8.                                          | 7 oktober 2016                              | Nederland – Wit-Rusland                     | 4 – 1                                       | Kwalificatie WK 2018                        | 55'                                         |
| 9.                                          | 10 oktober 2016                             | Nederland – Frankrijk                       | 0 – 1                                       | Kwalificatie WK 2018                        |                                             |
| 10.                                         | 9 november 2016                             | Nederland - België                          | 1 – 1                                       | Vriendschappelijk                           | 38' (pen.)                                  |
| 11.                                         | 13 november 2016                            | Luxemburg - Nederland                       | 1 – 3                                       | Kwalificatie WK 2018                        |                                             |
| 12.                                         | 25 maart 2017                               | Bulgarije - Nederland                       | 2 – 0                                       | Kwalificatie WK 2018                        |                                             |
| 13.                                         | 28 maart 2017                               | Nederland - Italië                          | 1 – 2                                       | Vriendschappelijk                           |                                             |
| 14.                                         | 4 juni 2017                                 | Nederland - Ivoorkust                       | 5 – 0                                       | Vriendschappelijk                           | 69'                                         |
| Als speler bij Everton                      |                                             |                                             |                                             |                                             |                                             |
| 15.                                         | 7 oktober 2017                              | Wit-Rusland – Nederland                     | 1 – 3                                       | Kwalificatie WK 2018                        |                                             |
| 16.                                         | 10 oktober 2017                             | Nederland – Zweden                          | 2 – 0                                       | Kwalificatie WK 2018                        |                                             |
| Als speler bij Ajax                         | Als speler bij Ajax                         | Als speler bij Ajax                         | Als speler bij Ajax                         | Als speler bij Ajax                         | 6                                           |
| 17.                                         | 11 november 2020                            | Nederland – Spanje                          | 1 – 1                                       | Vriendschappelijk                           |                                             |
| 18.                                         | 15 november 2020                            | Nederland – Bosnië en Herzegovina           | 3 – 1                                       | UEFA Nations League 2020/21                 |                                             |
| 19.                                         | 18 november 2020                            | Polen – Nederland                           | 1 – 2                                       | UEFA Nations League 2020/21                 |                                             |
| 20.                                         | 24 maart 2021                               | Turkije – Nederland                         | 4 – 2                                       | Kwalificatie WK 2022                        | 75'                                         |
| 21.                                         | 27 maart 2021                               | Nederland – Letland                         | 2 – 0                                       | Kwalificatie WK 2022                        |                                             |
| 22.                                         | 30 maart 2021                               | Gibraltar – Nederland                       | 0 – 7                                       | Kwalificatie WK 2022                        |                                             |
| 23.                                         | 2 juni 2021                                 | Nederland – Schotland                       | 2 – 2                                       | Vriendschappelijk                           |                                             |
| 24.                                         | 6 juni 2021                                 | Nederland – Georgië                         | 3 – 0                                       | Vriendschappelijk                           |                                             |
| 25.                                         | 1 september 2021                            | Noorwegen – Nederland                       | 1 – 1                                       | Kwalificatie WK 2022                        | 37'                                         |
| 26.                                         | 4 september 2021                            | Nederland – Montenegro                      | 4 – 0                                       | Kwalificatie WK 2022                        |                                             |
| 27.                                         | 7 september 2021                            | Nederland – Turkije                         | 6 – 1                                       | Kwalificatie WK 2022                        | 1'                                          |
| 28.                                         | 8 oktober 2021                              | Letland – Nederland                         | 0 – 1                                       | Kwalificatie WK 2022                        | 19'                                         |
| 29.                                         | 11 oktober 2021                             | Nederland – Gibraltar                       | 6 – 0                                       | Kwalificatie WK 2022                        |                                             |
| 30.                                         | 13 november 2021                            | Montenegro – Nederland                      | 2 – 2                                       | Kwalificatie WK 2022                        |                                             |
| 31.                                         | 16 november 2021                            | Nederland – Noorwegen                       | 2 – 0                                       | Kwalificatie WK 2022                        |                                             |
| 32.                                         | 29 maart 2022                               | Nederland – Duitsland                       | 1 – 1                                       | Vriendschappelijk                           |                                             |
| 33.                                         | 3 juni 2022                                 | België – Nederland                          | 1 – 4                                       | UEFA Nations League 2022/23                 |                                             |
| 34.                                         | 11 juni 2022                                | Nederland – Polen                           | 2 – 2                                       | UEFA Nations League 2022/23                 | 51'                                         |
| 35.                                         | 25 september 2022                           | Nederland – België                          | 1 – 0                                       | UEFA Nations League 2022/23                 |                                             |
| 36.                                         | 21 november 2022                            | Senegal – Nederland                         | 0 – 2                                       | Groepsfase WK 2022                          | 90+9'                                       |
| 37.                                         | 25 november 2022                            | Nederland – Ecuador                         | 1 – 1                                       | Groepsfase WK 2022                          |                                             |
| 38.                                         | 29 november 2022                            | Nederland – Qatar                           | 2 – 0                                       | Groepsfase WK 2022                          |                                             |
| 39.                                         | 3 december 2022                             | Nederland – Verenigde Staten                | 3 – 1                                       | Achtste finale WK 2022                      |                                             |
| 40.                                         | 24 maart 2023                               | Frankrijk – Nederland                       | 4 – 0                                       | Kwalificatie EK 2024                        |                                             |
| 41.                                         | 27 maart 2023                               | Nederland – Gibraltar                       | 3 – 0                                       | Kwalificatie EK 2024                        |                                             |

Bijgewerkt tot en met 27 maart 2023

## Erelijst
| Competitie           |        |                                             |      |      |
| Competitie           | Aantal | Jaren                                       |      |      |
| Ajax                 | Ajax   | Ajax                                        | Ajax | Ajax |
| -------------------- | ------ | ------------------------------------------- | ---- | ---- |
| Eredivisie           | 5×     | 2011/12, 2012/13, 2013/14, 2020/21, 2021/22 |      |      |
| KNVB beker           | 1×     | 2020/21                                     |      |      |
| Johan Cruijff Schaal | 1×     | 2013                                        |      |      |
| Internazionale       |        |                                             |      |      |
| Supercoppa           | 1×     | 2023                                        |      |      |
| Serie A              | 1×     | 2023/24                                     |      |      |

Persoonlijk
| Nederland                        |     |                                         |
| Hilversums Sportman van het Jaar | 4×  | 2011, 2013, 2014, 2015                  |
| Ajax Talent van het jaar         | 1×  | 2014                                    |
| Ajax clubtopscorer               | 1×  | 2013/14 (Samen met Kolbeinn Sigþórsson) |
| Johan Cruijff Prijs              | 1×  | 2014                                    |
| Gouden schoen                    | 1×  | 2016                                    |
| Zilveren Schoen                  | 1x  | 2021                                    |
| Club van 100 (Ajax)              | 226 | 2011-2017, 2020-2023, 2024-             |